# Найменший у світі хмарочос
Найменший у світі хмарочос або Будинок Ньюбі-МакМегона (англ. Newby-McMahon Building) — будинок в місті Вічита-Фолс, архітектурний курйоз, що виник, згідно з легендою, в результаті афери інженера Дж. Д. МакМегона. Збудований 1919 року як прибудова до будівлі Августа Ньюбі, завершеної в 1906 році. Будівництво коштувало $200 тис., але будинок має невідповідно малу висоту — всього 12 м при запланованих 146 м. Розташований на розі вулиць Сьомої та ЛаСалля. Має статус визначного місця штату Техас.

## Опис
Будівля, попри те, що була задумана як хмарочос, має заввишки лише 12 м. (40 футів) і 4 поверхи. Збудована з червоної цегли та штучного каменю. Всередині розташовані вузькі круті сходи, що займають чверть простору. Примикає до одноповерхової цегляної офісної будівлі, збудованої в 1906 році.

## Історія
Спочатку на місці «найменшого у світі хмарочоса» стояла одноповерхова цегляна офісна будівля, збудована в 1906 році бізнесменом Августом Ньюбі поблизу залізниці.
У 1912 році в околицях Вічита-Фолс була знайдена нафта, що викликало різкий притік переселенців в місто. Крім жилих приміщень виникла потреба в офісних будівлях. За легендою, інженер Дж. МакМегон, який орендував офіс у будівлі Ньюбі, запропонував звести багатоповерхову прибудову до неї. Це був проєкт будинку заввишки 480 футів (близько 146 метрів), будівництво котрого МакМегон оцінив у 200 000 $.
У 1919 році будівництво за виділені кошти закінчилося, проте висота будинку склала всього 12 метрів. Виявилося, що в проєкті інженер вказав висоту не в футах (480'), а в дюймах (480''), на що замовники уваги не звернули. Різницю у вартості будівництва МакМегон забрав собі, після чого порвав будь-які контакти з замовниками. Спроби інвесторів повернути свої гроші через суд не мали успіху. Коли ажіотаж навколо видобутку нафти зменшився, будівля лишилася стояти, не використовуючись.
У 2000 році будівлю купило підприємство «Marvin Groves Electric» і провело реконструкцію, витративши $180 тис. У будинку було розташовано антикварний магазин «Antique Wood», який відкрився в 2006 році на першому поверсі. З 2013 року, будівля займає магазин «Hello Again», вітрини якого розташовані в прибудові. Перший поверх здається в оренду.

## Сучасний статус

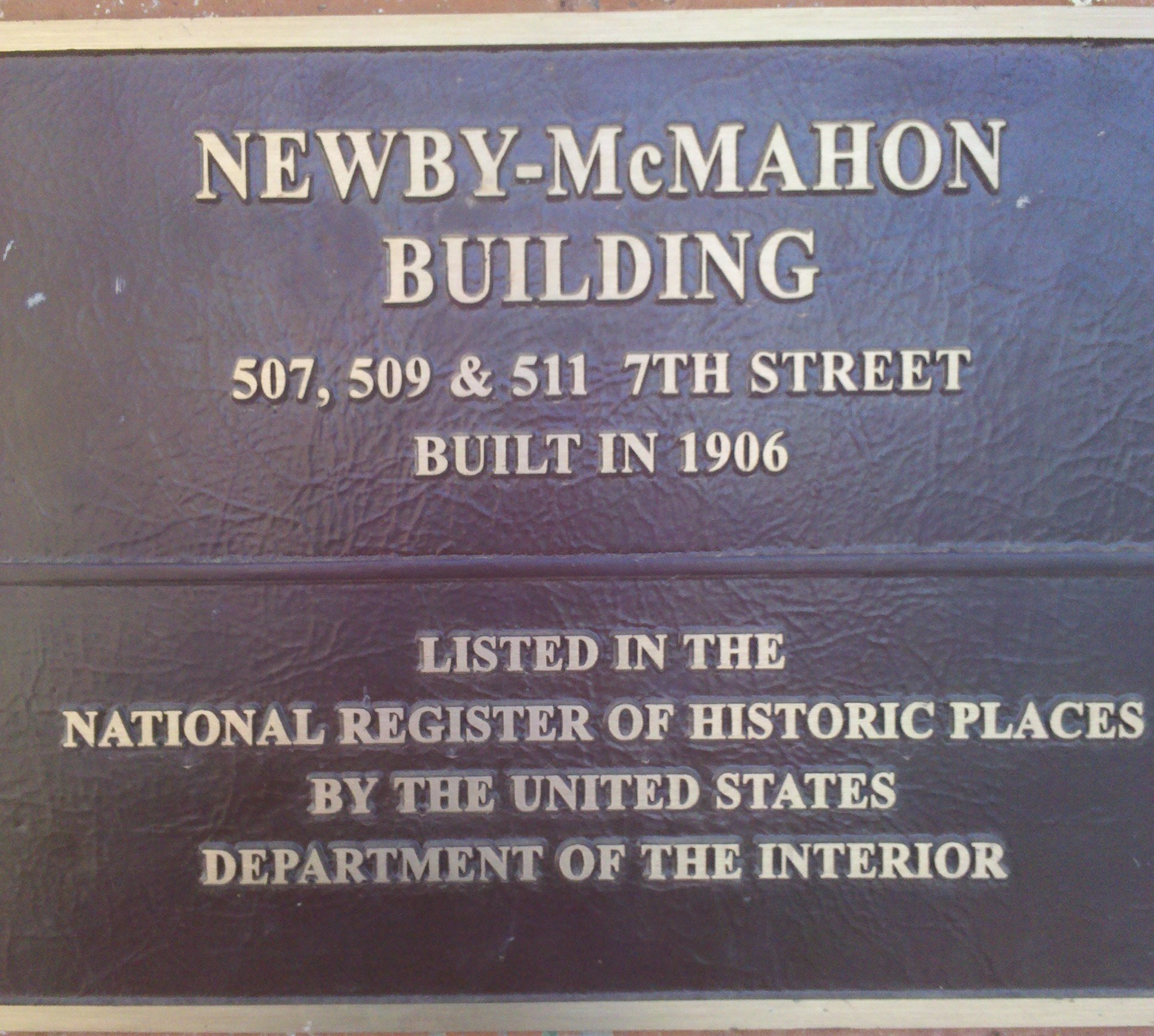
Меморіальна дошка на будинку

З плином часу будівля вистояла перед торнадо, пожежею та стала вважатися пам'ятником жадібності, геніальності, фінансових махінацій та довірливості епохи нафтового буму Північного Техасу. З 1986 року належить до історичного району Депо-Сквер Вічита-Фоллз, оголошеного Техаською історичною пам'яткою та внесеного до Національного реєстру історичних місць.